# Maarja Kangro
Maarja Kangro (Tallinn, 20 dicembre 1973) è una scrittrice estone.

## Biografia
Figlia del compositore Raimo Kangro e della scrittrice Leelo Tungal, si è laureata in lettere all'Università di Tartu nel 1999. Dal 2006 ha pubblicato diversi libri di poesia e narrativa. Ha scritto libretti per opere liriche di Raimo Kangro, Tõnu Kõrvits, Tõnis Kaumann e Timo Steiner. Ha tradotto dall'italiano, dall'inglese, dal tedesco e dalle altre lingue (tra l'altro Andrea Zanzotto, Valerio Magrelli, Giacomo Leopardi, Umberto Eco, Giorgio Agamben, Hans Magnus Enzensberger).

## Poesia
- 2006 Kurat õrnal lumel
- 2007 Tule mu koopasse, mateeria
- 2008 Heureka
- 2010 Kunstiteadlase jõulupuu
- 2011 La farfalla dell'irreversibilitàhttp://www.superstripes.net/gattomerlino/9788890481826.htm[collegamento interrotto]
- 2013 Must tomat
- 2019 Tuul

## Narrativa
- 2010 Ahvid ja solidaarsus (racconti)
- 2012 Dantelik auk (racconti)
- 2012 Обезьяны и солидарность (racconti tradotti in russo)
- 2014 Hüppa tulle (racconti)
- 2016 Klaaslaps (romanzo)
- 2018 Minu auhinnad
- 2018 Kind aus Glas (traduzione di Cornelius Hasselblatt)
- 2018 Stikla bērns (traduzione di Maima Grīnberga)
- 2020 Stiklo vaikas (traduzione di Dana Sirijos-Giraite)
- 2021 Õismäe ajamasin
- 2023 Üveggyermek (traduzione di Móni Segesdi)

## Saggistica
- 2018 Minu auhinnad (studio sull'economia del prestigio nella vita letteraria)

## Letteratura infantile
- 2006 Puuviljadraakon
- 2020 Isa kõrvad
- 2021 Susad ja teisi jutte
- 2022 Ulguv rula (poesie per bambini)

## Libretti e testi per opere musicali
- 1999 Süda di Raimo Kangro[2]
- 2005 Kaubamaja di Tõnis Kaumann[3]
- 2006 Tuleaed e Mu luiged, mu mõtted di Tõnu Kõrvits[4]
- 2007 To Define Happiness di Gavin Bryars[5]
- 2008 Monument Muneja-Kukele ehk Kuked ja kanad di Timo Steiner[6]
- 2011 Kaks pead di Timo Steiner

## Riconoscimenti
- 2006 Premio del Centro Estone della Letteratura Infantile [7]
- 2008 Premio Letterario dell'Università di Tallinn[8]
- 2009 Premio Letterario dell'Università di Tallinn
- 2009 Premio Annuale di Eesti Kultuurkapital per poesia Kultuurkapitali kirjanduse sihtkapitali aastapreemia[9]
- 2011 Premio Annuale di Eesti Kultuurkapital per narrativa Kultuurkapitali kirjanduse sihtkapitali aastapreemia[9]
- 2011 Premio Friedebert Tuglas per il racconto 48 tundi
- 2014 Premio Friedebert Tuglas per il racconto Atropose Opel Meriva
- 2016 Erster Rödermarkscher Literaturpreis per la poesia Vana armuke (Der Ex, traduzione di Cornelius Hasselblatt)
- 2020 Premio Letterario dell'Università di Tallinn (per la collezione di poesie Tuul)